# 黄沙会
黄道会（繁体字: 黃道會; ウェード式: Huang Tao Hui）や黄門会（繁体字: 黃門會; ウェード式: Huang Men Hui）としても知られる黄沙会（こうさかい、繁体字: 黃沙會; ウェード式: Huang Sha Hui、英語: Yellow Sand Society）は、19・20世紀の中国北部における農村の秘密結社であり、民間信仰セクトであった。構成員は仏堂に無生老母を祭り、「中央戊己土」と記された位牌を立てた; 土は五行の中で黄色に当たるため、黄沙会と称した。
千年王国思想に影響されたこの運動は、末期の清朝、中華民国、そして大日本帝国の中国人の傀儡政権に対し、複数の蜂起を起こした。黄沙会は最終的には20世紀の後半に中国共産党によって鎮圧された。

## 歴史

### 起源
他の中国の秘密結社と同じように、黄沙会の正確な起源や活動内容は識別が困難である。中国の秘密結社は折に触れて名を変え、また高度に分散化 (decentralize) されており、複数の異なる名前の分派が同じ運動の一部として活動していた。時には、全く無関係の集団が同じ名を共有することもあった。したがって、これらの秘密結社の間を明確に弁別することは難しい。黄沙会はその存在期間の一部で「黄道会」として活動していたことが知られており、また、山東省済南市で活発だった「黄門会」と同一視されてきた。同様に、「黄門会」は紅槍会の下部集団である黄槍会の別名となった。結果、黄沙会は紅槍会の支流とも前身とも性格づけられてきた。また、黄沙会は白蓮教運動とつながっているとも理論づけられてきた。
黄沙会はおそらく中国政府の漸進的な衰退とそれに伴う盗賊行為と混乱の台頭への反応としての農村の自衛運動として誕生し、大清帝国末期にはすでに活動していた。19世紀後期までに、彼らは河南省との省境付近にある孤立した山東省冠県で隆盛した。黄沙会はその存在期間の残りを通じて河南省・山東省・河北省の境界地域で最も活発であり続けることになる。

### 辛亥革命
1908年、査天化とその義弟の麻天祥という者が河南省東部の扶溝県で清政府に反対して「無極老母会」を結成し、2年足らずで1万人以上の農民・貧民たちを集めた。1911年夏、査天化は黄花崗起義にも参加した革命派の知識人である姚黄を軍師に招いた。姚黄は査天化に黄巾の乱のスローガン「蒼天已死、黄天当立」にちなみ無極老母会を「黄道会」と改名させ、また会員に戦闘訓練を施すため武術の師範2人を招聘させた。
辮髪を剃り落とし、黄色い布を頭に巻いた黄道会は1911年12月10日を期して辛亥革命を支援するべく反乱を起こすこととしたが、内通者がいたため、一部が事前に政府軍に包囲・鎮圧された。査天化は100人ほどの手勢を率い脱出、4 - 5,000人の会員と合流し、北路軍と東路軍の二手に分かれて進軍を開始した。
東路軍は太康県を占領し略奪、北路軍も練城郷などを占領したが、更なる内通者の存在や隊内の不和もあって、東路軍は同月13日に、北路軍は16日に撃破され、査天化は戦死、黄道会の反乱軍約1,000人が殺害され、彼らの故郷の村々も報復を受けた。

### 中華民国
大清帝国の崩壊を受けて、黄道会は新しい共和制政府に反対した。ほとんどの秘密結社は1920年代までこの新体制に協力することを選んだため、これは珍しいことだった。1919年頃、自ら「朱九九」と名乗る男が河南省北部の安陽県に現れた。彼は自分が明の9代目の末裔であると主張し、元号を「大明」として皇帝を自称した。そうすることで、朱は現地の黄道会の説教師に支持された。二人は共同で中国は「真の龍（正統な皇帝）」の下で再統一されなければならないこと、および黄道会の構成員のみが来たるハルマゲドンにおいて助命されることを宣言した; 政府に対する彼らの反乱は3年間続き、最終的に共和派の民兵と軍部隊によって鎮圧された。その後この運動は黄沙会と名乗ることを再開し、軍閥時代の残りの期間、強まる課税や政府の侵入に抵抗するため村落共同体を組織化し続けた。
1926 - 28年の中国国民党の北伐の過程で、華北の軍閥らの力は顕著に弱まった。このことは、紅槍会や天門会といった他の農村の集団と同じく、黄沙会に自己のために広大な地域を確保することを促した。例えば、これらの三つの秘密結社は1927年に成安県を占拠し、続いて数か月の間現地政府を運営した。したがって、これらの秘密結社は国民党と同じ敵と戦っていたが、後者はこの展開を不都合と考えた。これは、国民党が率いる国民政府が、黄沙会やその他の農村の集団が、ちょうど軍閥の課税に抵抗したように、自らの徴税を妨害するのではないかと恐れたことによる。

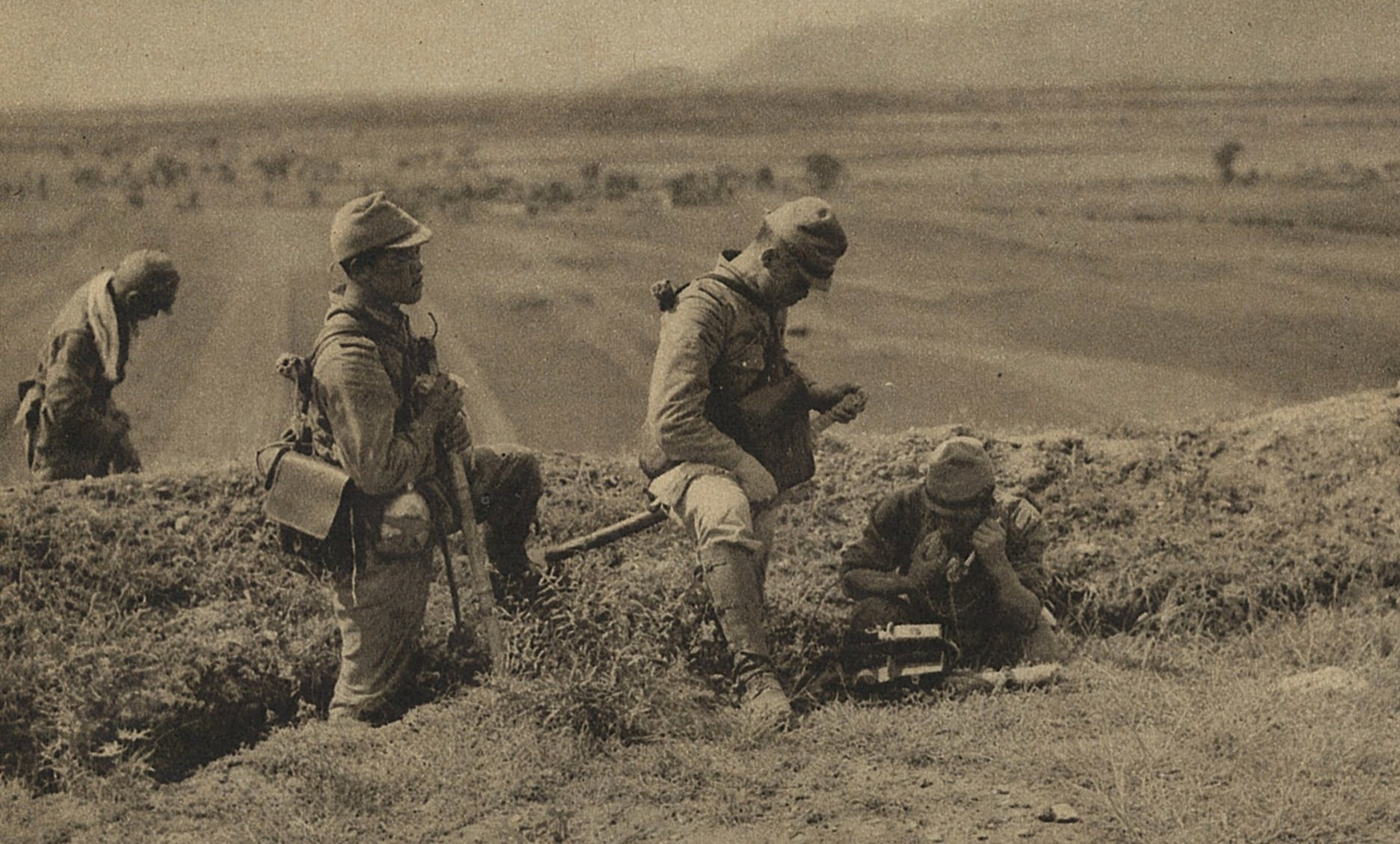
密雲区における黄沙会の1936年の反乱は、大日本帝国陸軍によって粉砕された（写真は1937年の日本兵）。

黄沙会はまた、1930年代に次第に中国の領土を占領した大日本帝国に対する中国人の抵抗運動にも参加した。この運動のある分派はその指導者張寅棠によって河北省南部の桃城区に拠点を置く「人民抗日救国自衛隊」に再編成された。別の黄沙会の派閥は、1936年7月に日本の傀儡政権である冀東防共自治委員会に対する蜂起を起こした。高齢の道士に率いられた黄沙会は、自分たちを鎮圧するために送り込まれた冀東軍の部隊を密雲区で撃破することに成功し、これに対してこの蜂起を平定するため日本軍が動員された。9月までに約300人の反乱者が戦いで死亡または負傷し、密雲の黄沙会軍は日本軍に撃破された。
農民組織として、黄沙会は中国共産党の関心を惹きつけた秘密結社の一つだった。1942年12月、共産党の指導者李大昌は共産党幹部がいかにして農村秘密結社に対処すべきかを詳述する論文を発表し、彼らを3つのカテゴリーに分類した。黄沙会は地主に率いられる「封建組織」であるとみなされたが、日本に対する戦争における重要な潜在的な味方ともされた。李は共産党員はこれらの秘密結社に加入し密かに思想を吹き込み、そして共産主義の受容を頑固に拒否する集団のみを攻撃するべきであると主張した。しかし、共産党員たちは時とともにこれら秘密結社の政治的保守主義と、共産主義の思想を受け入れることへの拒否にますます苛立つようになり、したがって共産党は農村集団との協力から彼らを蝕んで解体することへシフトした。

### 共産党による鎮圧
国共内戦における共産党の勝利と1949年の中華人民共和国の建国に伴い、秘密結社は政治的脅威とみなされた。結果として、共産党は彼らの活動を暴力的に制限し、彼らを中国大陸で粛清し始めた。したがって、黄沙会も扇動的な「セクト」として弾圧された。それにもかかわらず、この運動の残党は3人の農民が黄沙会と疑われ逮捕された1980年まで活動し続けた。彼らは反乱と太平天国の再建を計画した疑いがかけられ、また逮捕に抵抗したと報じられた。続く口論において、この黄沙会と疑われる者たちが勾留されるまでに8人の警察官が負傷した。全員が刑期不明の拘禁刑を宣告された。

## 信条
他の多くの中国の秘密結社と同じく、黄沙会はその活動において千年王国説的で、超自然的で理想化された君主主義思想に影響されていた。その構成員たちは「方術と呪文」を通じて銃撃を受け付けないようになれると信じていたが、これは秘密結社の間で広く共有されていた信念である。歴史家エリザベス・J・ペリーは、この不死身への確信は「自らの貧弱な財産を守るための他のリソースをわずかしか持っていない人々の決意を強めるための強力な武器」であったと記している。
黄沙会はまた、明朝の復興を目指していた。これもまた中国の秘密結社の間ではありふれた目標であり、しばしば「反清復明」というスローガンで表現された。このスローガンは清朝が滅亡した後でさえも農村地域で流布され続け、1940年代においても未だ広く用いられていた。明朝の統治は理想化された時代を象徴し、明の復興は「名君」の下の「万民にとっての幸福と正義の治世」につながると広く信じられていた。